# Troy Corser
Troy Corser Gordon (ur. 27 listopada 1971 w Wollongong) – australijski motocyklista. Dwukrotny mistrz świata World Superbike z 1996 i 2005 roku.

## Kariera

### World Superbike (1994–1996)
W 1993 roku Corser został mistrzem australijskich Superbike'ów. Sezon później sięgnął po tytuł w amerykańskim odpowiedniku tej serii. W tym samym roku zadebiutował w mistrzostwach świata tej kategorii, dosiadając maszynę Ducati zespołu Team Fast by Ferracci. Już w pierwszym wyścigu pokazał ogromny potencjał, osiągając najszybsze okrążenie pierwszego oraz stając na podium drugiego wyścigu, na torze Donington Park. W dalszej części zmagań czterokrotnie jeszcze znalazł się w pierwszej trójce. Ostatecznie rywalizację zakończył na 11. miejscu.
W sezonie 1995 Corser był już etatowym kierowcą konkurencyjnego Ducati Promotor Racing. Australijczyk został wicemistrzem świata, z wyraźną jednak stratą do Fogarty'ego. W trakcie sezonu czterokrotnie zwyciężał (po raz pierwszy w drugim wyścigu w Austrii). Tyle samo razy sięgał również po pole position (pierwszy raz na niemieckim torze Hockenheimring).
W roku 1996 Corser po raz pierwszy w karierze został mistrzem świata. Stał się tym samym najmłodszym w historii czempionem tej serii. Łącznie odniósł siedem zwycięstw oraz pięciokrotnie startował z pierwszej pozycji.

### MotoGP (1997)
Po sukcesie w WSBK, Corser awansował z ekipą Promotor do serii wyścigów Grand Prix (od czwartej rundy, na torze Mugello, nosił nazwę Red Bull WCM). Stajnia użytkowała motocykle Yamahy. Debiut w serii okazał się jednak rozczarowujący dla Australijczyka, który wyraźnie odstawał od swojego zespołowego partnera Luki Cadalora. W ciągu siedmiu wyścigów Corser czterokrotnie sięgał po punkty, na najlepszym uzyskując zaledwie dwunastą lokatę (wynik ten odnotował we Włoszech). Po GP Holandii został zastąpiony przez swojego rodaka Kirka McCarthy.

### World Superbike (od 1998)
Po nieudanej rocznej przygodzie w klasie 500 cm³, Australijczyk wrócił do WSBK, podpisując kontrakt z zespołem ADVF Ducati Racing. Powrót w wykonaniu Corsera okazał się znakomity. Corser aż siedmiokrotnie sięgał po pole position, a w większości wyścigów stawał na podium (w tym dwukrotnie na najwyższym stopniu – na Laguna Seca oraz Brands Hatch). Do ostatniej rundy prowadził w klasyfikacji generalnej, jednakże w wyniku złamania żeber podczas rozgrzewki, Corser nie był w stanie walczyć o wysokie pozycje i ostatecznie przegrał rywalizację o mistrzostwo zarówno z Fogartym, jak i Slightem.
W sezonie 1999 został partnerem Foggy'ego w ekipie Ducati Perfomance. W trakcie rywalizacji zwykle przegrywał pojedynki z bardziej doświadczonym Brytyjczykiem, ostatecznie tracąc do niego w klasyfikacji ponad sto punktów. Zdobyte punkty ponownie pozwoliły zająć 3. lokatę w końcowej klasyfikacji, będąc pokonanym również przez Amerykanina Colina Edwardsa. Pięciokrotnie ruszał z pierwszej pozycji, trzykrotnie natomiast dojeżdżał na najwyższym stopniu podium (z czego dwukrotnie na australijskim obiekcie Phillip Island).
W roku 2000 Corser nawiązał współpracę z debiutującą w serii włoską stajnią Aprilia Racing. Był to bardzo udany sezon dla Australijczyka, który pięciokrotnie zwyciężał, jednakże w wyniku niestabilnej formy nie mógł skutecznie walczyć o tytuł mistrzowski. Ostatecznie zmagania ukończył po raz trzeci z rzędu na 3. miejscu.
Sezon 2001 rozpoczął od dubletu na torze w Walencji. W dalszej fazie rywalizacji forma Australijczyka nie była jednak na tyle mocna, aby włączył się do walki o najwyższe cele. Zdobyte punkty sklasyfikowały go na 4. pozycji.
W 2002 roku Corser wraz z emerytowanym Carlem Fogartym, skupił się na przygotowaniu ekipy Foggy Petronas Racing, do debiutu w sezonie 2003. Dwuletnia współpraca z zespołem zakończyła się jednak niepowodzeniem, po tym jak Australijczyk tylko w jednym wyścigu stanął na podium (drugie miejsce na torze w San Marino), a podczas zmagań w Niemczech uzyskał jedyne pole position (wszystko to odbyło się w sezonie 2004). Ostatecznie rywalizację ukończył odpowiednio dopiero na 12. i 9. miejscu w końcowej klasyfikacji.
W sezonie 2005 Australijczyk podpisał kontrakt z zespołem Alstare Suzuki. Po dwóch latach suchoty Corser w wielkim stylu wrócił do walki o czempionat, zwyciężając w sześciu z siedmiu pierwszych wyścigów. Z podium nie schodził z kolei przez osiem rund. Ogromna przewaga, jaką zdołał uzyskać, nie była więc do odrobienia przez Vermeulena oraz Hagę, którzy w drugiej fazie mistrzostw pokonywali Corsera. W ciągu sezonu triumfował ośmiokrotnie, w pierwszej trójce natomiast był osiemnaście razy.
Obrona tytułu zakończyła się niepowodzeniem dla Australijczyka. Corser wprawdzie prowadził po dwóch pierwszych eliminacjach, jednakże w dalszej fazie mistrzostw nie był w stanie utrzymać się na czele stawki. Oprócz tego Corser nie ukończył najwięcej wyścigów z czołówki (sześć razy, w tym dwukrotnie w San Marino oraz w Holandii, gdzie startował z pole position). Wszystko to sprawiło, iż zajął dopiero 4. pozycję w klasyfikacji generalnej mistrzostw.
Po niepowodzeniu, Australijczyk przeniósł się do zespołu Yamaha Motor Italia, w której partnerował Noriemu Hadze. W pierwszym roku współpracy Corser pozostawał w cieniu Japończyka, który walczył o tytuł. Corser z kolei tylko ośmiokrotnie znalazł się na podium, ani razu przy tym nie odnosząc zwycięstwa. Niezbyt obfity dorobek punktowy zapewnił mu przeciętną 5. lokatę.
W drugim i ostatnim sezonie współpracy z Yamahą Corser ponownie nie zanotował zwycięstwa. Jednakże dzięki równej i konsekwentnej jeździe (trzynaście miejsc na podium i tylko jeden wyścig zakończony poza czołową dziesiątką) Australijczyk został wicemistrzem świata, przed japońskim partnerem.
W 2009 roku Corser podpisał kontrakt z debiutującą w serii niemiecką stajnią BMW Motorrad Racing Team Alpha. Pierwszy sezon nie był owocny w sukcesy. Australijczyk miał częste problemy z utrzymaniem tempa przez cały wyścig, przez co początkowo wysoką pozycję tracił po przebyciu określonego dystansu. Sytuacji nie poprawiła również kontuzja, której Corser nabawił się podczas pierwszego wyścigu na włoskim torze Monza (wykluczyła go z kolejnej rundy, na torze w Kyalami). Ostatecznie najwyższą pozycją Australijczyka okazała się 5. lokata, uzyskana w pierwszym wyścigu, na czeskim Masaryk Circuit. W klasyfikacji końcowej zajął 13. miejsce, pokonując partnera z zespołu Rubena Xausa.
Drugi sezon z niemiecką stajnią był znacznie bardziej udany dla Australijczyka. W drugim wyścigu na Monzie po raz pierwszy wprowadził bawarską maszynę na najniższy stopnień podium. Sukces powtórzył jeszcze w pierwszym podejściu, na Imoli. Podczas tej samej rundy sięgnął również po pole position. Zdobyte punkty sklasyfikowały go na 11. pozycji, zostawiając w jeszcze większym polu przegranej hiszpańskiego motocyklistę.